# Hoofdklasse hockey heren 2001/02
Het seizoen 2001/02 is de 29ste editie van de herenhoofdklasse waarin onder de KNHB-vlag om het landskampioenschap hockey werd gestreden. Na een competitie van 22 wedstrijden en play-offs werd een nationaal kampioen bekend in de hoofdklasse. 
In het voorgaande seizoen degradeerden Rotterdam en SCHC. Hiervoor kwamen Hattem en Union in de plaats.
Bloemendaal werd landskampioen en onderin degradeerden HDM en Union rechtstreeks. 

## Eindstand
Na 22 speelronden was de eindstand:
| #  | Club              | GS | W  | G | V  | P  | DV       | DT       | DS  |
| -- | ----------------- | -- | -- | - | -- | -- | -------- | -------- | --- |
| 1  | Bloemendaal       | 22 | 15 | 4 | 3  | 49 | 74 - 42  | 74 - 42  | +32 |
| 2  | Amsterdam         | 22 | 15 | 3 | 4  | 48 | 77 - 38  | 77 - 38  | +39 |
| 3  | Klein Zwitserland | 22 | 14 | 6 | 2  | 48 | 69 - 33  | 69 - 33  | +36 |
| 4  | HGC               | 22 | 14 | 4 | 4  | 46 | 65 - 36  | 65 - 36  | +29 |
| 5  | Den Bosch         | 22 | 14 | 3 | 5  | 45 | 74 - 35  | 74 - 35  | +39 |
| 6  | Oranje Zwart      | 22 | 9  | 4 | 9  | 31 | 48 - 46  | 48 - 46  | +2  |
| 7  | Hurley            | 22 | 8  | 3 | 11 | 27 | 46 - 51  | 46 - 51  | -5  |
| 8  | Pinoké            | 22 | 7  | 3 | 12 | 24 | 49 - 61  | 49 - 61  | -12 |
| 9  | Kampong           | 22 | 6  | 5 | 11 | 23 | 55 - 65  | 55 - 65  | -10 |
| 10 | Hattem            | 22 | 5  | 2 | 15 | 17 | 33 - 74  | 33 - 74  | -41 |
| 11 | HDM               | 22 | 4  | 1 | 17 | 13 | 39 - 79  | 39 - 79  | -40 |
| 12 | Union             | 22 | 2  | 0 | 20 | 6  | 37 - 106 | 37 - 106 | -69 |

### Legenda
| Afk.              | Betekenis                                                                       |
| ----------------- | ------------------------------------------------------------------------------- |
| GS                | aantal gespeelde wedstrijden                                                    |
| W                 | aantal gewonnen wedstrijden                                                     |
| G                 | aantal gelijk gespeelde wedstrijden                                             |
| V                 | aantal verloren wedstrijden                                                     |
| P                 | totaal aantal punten                                                            |
| DV                | aantal gemaakte doelpunten                                                      |
| DT                | aantal doelpunten tegen                                                         |
| DS                | doelsaldo                                                                       |
| Bloemendaal       | Landskampioen Bloemendaal plaatst zich voor de Europacup I 2003                 |
| Amsterdam         | Verliezend play off-finalist Amsterdam plaatst zich voor de Europacup II 2003   |
| Klein Zwitserland | Klein Zwitserland en HGC hebben zich alleen weten te plaatsen voor de play offs |
| HDM               | HDM en Union zijn rechtstreeks gedegradeerd                                     |

## Uitslagen reguliere competitie
Informatie: Zonder de Play Offs.

De thuisspelende ploeg staat in de linkerkolom.
|                   | AMS | BLO | DBO | HAT | HDM | HGC | HUR | KAM | HKZ | ORA | PIN | UNI |
| ----------------- | --- | --- | --- | --- | --- | --- | --- | --- | --- | --- | --- | --- |
| Amsterdam         |     | 2-3 | 1-0 | 7-0 | 9-2 | 4-4 | 5-2 | 2-0 | 2-4 | 1-0 | 2-1 | 5-3 |
| Bloemendaal       | 2-3 |     | 4-2 | 6-1 | 3-1 | 4-4 | 3-3 | 4-2 | 2-2 | 3-2 | 3-2 | 6-1 |
| Den Bosch         | 2-2 | 2-3 |     | 7-2 | 4-0 | 1-0 | 4-1 | 4-2 | 7-3 | 1-0 | 5-2 | 5-0 |
| Hattem            | 0-3 | 1-4 | 1-7 |     | 6-1 | 3-1 | 3-2 | 1-5 | 0-6 | 0-0 | 1-3 | 5-3 |
| HDM               | 2-4 | 2-3 | 0-4 | 3-2 |     | 1-5 | 2-1 | 2-2 | 0-2 | 1-4 | 3-2 | 5-3 |
| HGC               | 3-0 | 3-2 | 4-2 | 4-0 | 4-3 |     | 2-1 | 2-1 | 2-1 | 5-3 | 6-2 | 4-0 |
| Hurley            | 1-3 | 2-3 | 2-2 | 2-1 | 2-0 | 3-1 |     | 6-2 | 1-2 | 0-6 | 4-3 | 4-0 |
| Kampong           | 2-6 | 1-3 | 3-0 | 1-1 | 6-5 | 2-2 | 1-3 |     | 1-4 | 3-1 | 3-3 | 8-1 |
| Klein Zwitserland | 2-2 | 2-1 | 2-2 | 2-1 | 3-1 | 0-0 | 2-0 | 8-3 |     | 2-2 | 3-1 | 7-1 |
| Oranje Zwart      | 2-5 | 3-3 | 0-2 | 1-0 | 4-1 | 0-5 | 4-2 | 2-2 | 0-3 |     | 3-2 | 5-3 |
| Pinoké            | 3-2 | 0-3 | 2-4 | 5-1 | 3-2 | 1-3 | 1-1 | 2-1 | 2-2 | 0-3 |     | 5-3 |
| Union             | 0-7 | 1-6 | 1-7 | 1-3 | 3-2 | 2-1 | 1-3 | 3-4 | 2-7 | 2-3 | 3-4 |     |

## Topscorers
| #   | Speler             | Club              | Goals |
| --- | ------------------ | ----------------- | ----- |
| 1.  | Sander Dreesmann   | Klein Zwitserland | 25    |
| 2.  | Roderick Weusthof  | Kampong           | 24    |
| 3.  | Bram Lomans        | HGC               | 21    |
| 4.  | Teun de Nooijer    | Bloemendaal       | 20    |
| 5.  | Joost van den Berg | Hurley            | 19    |
| 6.  | Taeke Taekema      | Klein Zwitserland | 18    |
| 7.  | Marten Eikelboom   | Amsterdam         | 17    |
| 7.  | Remco van Wijk     | Bloemendaal       | 17    |
| 9.  | Matthijs Brouwer   | Den Bosch         | 16    |
| 10. | Dennis Dijkshoorn  | Den Bosch         | 14    |
| 10. | Karel Klaver       | Bloemendaal       | 14    |

## Play-offs landskampioenschap

### Halve finales
| 8 juni 2002 Eerste duel                                                                                           |           |                                                                         |                                                        |
| Klein Zwitserland                                                                                                 | 5–3 (1–2) | Amsterdam                                                               | Den Haag Scheidsrechters: Peter Elders Michiel Brüning |
| Rochus Westbroek 1–1 Taeke Taekema 2–2 (sc) Taeke Taekema 3–2 (sc) Niels van der Kaaij 4–2 Taeke Taekema 5–2 (sc) |           | Robin de Vries 0–1 (sc) Robin de Vries 1–2 (sc) Robin de Vries 5–3 (sc) | Den Haag Scheidsrechters: Peter Elders Michiel Brüning |

| 8 juni 2002 Eerste duel                                                         |           | |                                                              |
| HGC                                                                             | 4–5 (2–1) | Bloemendaal                                                                                                | Wassenaar Scheidsrechters: Ernst-Jan van Putten Rob ten Cate |
| Bram Lomans 1–1 (sc) Ronald Brouwer 2–1 Bram Lomans 3–3 (sc) Ronald Brouwer 4–3 |           | Remco van Wijk 0–1 Martijn van Hasselt 2–2 (sc) Remco van Wijk 2–3 Jan Jorn van 't Land 4–4 Erik Jazet 4–5 | Wassenaar Scheidsrechters: Ernst-Jan van Putten Rob ten Cate |

| 9 juni 2002 Tweede duel                                                                        |           |                                               |                                                                      |
| Amsterdam                                                                                      | 4–2 (1–2) | Klein Zwitserland                             | Amstelveen Scheidsrechters: Erik Klein Nagelvoort Philip Schellekens |
| Robin de Vries 1–0 (sc) Kristiaan Timman 2–2 (sc) Marten Eikelboom 3–2 Robin de Vries 4–2 (sc) |           | Taeke Taekema 1–1 (sc) Taeke Taekema 1–2 (sc) | Amstelveen Scheidsrechters: Erik Klein Nagelvoort Philip Schellekens |

| 9 juni 2002 Tweede duel                |           |     |                                                         |
| Bloemendaal                            | 2–0 (2–0) | HGC | Bloemendaal Scheidsrechters: Peter Elders Roel van Eert |
| Teun de Nooijer 1–0 Remco van Wijk 2–0 |           |     | Bloemendaal Scheidsrechters: Peter Elders Roel van Eert |

| 12 juni 2002 Derde duel                                                      |           |                                                       |                                                       |
| Amsterdam                                                                    | 3–2 (1–1) | Klein Zwitserland                                     | Amstelveen Scheidsrechters: Peter Elders Rob ten Cate |
| 25' Friso Jiskoot 1–1 40' Kristiaan Timman 2–1 (sc) 63' Marten Eikelboom 3–2 |           | 17' Taeke Taekema 0–1 (sc) 50' Taeke Taekema 2–2 (sc) | Amstelveen Scheidsrechters: Peter Elders Rob ten Cate |

### Finale
| 16 juni 2002 Eerste duel |           |                        |                                                          |
| Amsterdam                | 0–1 (0–1) | Bloemendaal            | Amstelveen Scheidsrechters: Rob ten Cate Michiel Brüning |
|                          |           | 28. Maarten Froger 0–1 | Amstelveen Scheidsrechters: Rob ten Cate Michiel Brüning |

| 19 juni 2002 Tweede duel                   |           |                          |                                                              |
| Bloemendaal                                | 2–1 (1–1) | Amsterdam                | Bloemendaal Scheidsrechters: Peter Elders Philip Schellekens |
| 24' Remco van Wijk 1–1 47' Menno Booij 2–1 |           | 16' Kristiaan Timman 0–1 | Bloemendaal Scheidsrechters: Peter Elders Philip Schellekens |

Nederlands landskampioenschap:

1897/98 ·
1898/99 ·
1899/00 ·
1900/01 ·
1901/02 ·
1902/03 ·
1903/04 ·
1904/05 ·
1905/06 ·
1906/07 ·
1907/08 ·
1908/09 ·
1909/10 ·
1910/11 ·
1911/12 ·
1912/13 ·
1913/14 ·
1914/15 ·
1915/16 ·
1916/17 ·
1917/18 ·
1918/19 ·
1919/20 ·
1920/21 ·
1921/22 ·
1922/23 ·
1923/24 ·
1924/25 ·
1925/26 ·
1926/27 ·
1927/28 ·
1928/29 ·
1929/30 ·
1930/31 ·
1931/32 ·
1932/33 ·
1933/34 ·
1934/35 ·
1935/36 ·
1936/37 ·
1937/38 ·
1938/39 ·
1939/40 ·
1940/41 ·
1941/42 ·
1942/43 ·
1943/44 ·
1944/45 ·
1945/46 ·
1946/47 ·
1947/48 ·
1948/49 ·
1949/50 ·
1950/51 ·
1951/52 ·
1952/53 ·
1953/54 ·
1954/55 ·
1955/56 ·
1956/57 ·
1957/58 ·
1958/59 ·
1959/60 ·
1960/61 ·
1961/62 ·
1962/63 ·
1963/64 ·
1964/65 ·
1965/66 ·
1966/67 ·
1967/68 ·
1968/69 ·
1969/70 ·
1970/71 ·
1971/72 ·
1972/73
Hoofdklasse heren:

1973/74 · 
1974/75 · 
1975/76 · 
1976/77 · 
1977/78 · 
1978/79 · 
1979/80 · 
1980/81 · 
1981/82 · 
1982/83 · 
1983/84 · 
1984/85 · 
1985/86 · 
1986/87 · 
1987/88 · 
1988/89 · 
1989/90 · 
1990/91 · 
1991/92 · 
1992/93 · 
1993/94 · 
1994/95 · 
1995/96 · 
1996/97 · 
1997/98 · 
1998/99 · 
1999/00 · 
2000/01 · 
2001/02 · 
2002/03 · 
2003/04 · 
2004/05 · 
2005/06 · 
2006/07 · 
2007/08 · 
2008/09 · 
2009/10 · 
2010/11 · 
2011/12 · 
2012/13 ·
2013/14 ·
2014/15 ·
2015/16 ·
2016/17 ·
2017/18 ·
2018/19 ·
2019/20 ·
2020/21 ·
2021/22 ·
2022/23 ·
2023/24 ·
2024/25 ·
Nederlandse competities: Hoofdklasse (zaal) · Promotieklasse · Overgangsklasse · Eerste klasse · Tweede klasse · Derde klasse · Vierde klasse · Gold Cup · Silver Cup

Nederlands kampioenschap: Lijst van Nederlandse landskampioenen hockey · Lijst van Nederlandse landskampioenen zaalhockey

Europese competities: Euro Hockey League · Europacup I · Europa Cup II · Europacup zaalhockey